# Smilax elegans
Smilax elegans là một loài thực vật có hoa trong họ Smilacaceae. Loài này được Wall. ex Kunth miêu tả khoa học đầu tiên năm 1850.